# A-Tom-ic Jones
Albums de Tom Jones
What's New Pussycat?
(1965) From the Heart
(1966)
A-Tom-ic Jones est un album studio du chanteur gallois Tom Jones, sorti en 1966. 

## Histoire
L'album sort au Royaume-Uni sous le label Decca (LK/SKL 4743) en janvier 1966. La pochette de la version britannique montre Tom Jones posant de manière dynamique sur fond d'explosion nucléaire. Le visuel déclenche une controverse avec le label Parrot, distributeur de Decca aux États-Unis, qui refuse dans un premier temps de sortir l'album par crainte de raviver auprès du public américain le souvenir des bombardements atomiques d'Hiroshima et de Nagasaki pendant la Seconde Guerre mondiale. A-Tom-ic Jones est finalement diffusé dans ce pays avec une image de couverture différente et le remplacement d'une partie des titres les moins connus de l'album par deux récents singles de Jones, Thunderball et Promise Her Anything.

## Accueil critique
Stephen Thomas Erlewine, sur le site AllMusic, écrit à propos du disque : « compte tenu de la qualité de l'album, rien d'étonnant à ce que le succès ne soit pas au rendez-vous. Jones chante bien, mais ne dispose pas du matériel à la hauteur de sa performance, de sorte que l'album est nettement moins bon que ses deux premiers opus ». 

## Liste des titres
1. Dr. Love (Ken Lauber, Sidney J. Wyche) - 1:53
2. Face of a Loser (Les Reed, Robin Conrad) - 2:28
3. It's Been a Long Time Coming (Jimmy Radcliffe, Joseph Brooks) - 2:41
4. In a Woman's Eyes (Bobby Russell, Martha Sharp) - 2:24
5. More (Nino Oliviero, Norman Newell, Riz Ortolani) - 2:26
6. I'll Never Let You Go (Gordon Mills) - 2:51
7. The Loser (Deborah Losak, Sharon Vanselow) - 2:38
8. To Make a Big Man Cry (Les Reed, Peter Callander) - 2:46
9. Key to My Heart (Gordon Mills) - 2:18
10. True Love Comes Only Once in a Lifetime (Bob Halley, Neval Nader) - 2:13
11. A Little You (Gordon Mills) - 2:28
12. You're So Good for Me (Ezio Leoni, Robin Conrad) - 2:21
13. Where Do You Belong (Gordon Mills) - 2:37
14. These Things You Don't Forget (Van McCoy) - 2:53[3]